# Junta universal

Junta universal.

Uma junta universal ou junta de Cardan ou junta cardã (em inglês: universal joint, U joint, Cardan joint, Hardy-Spicer joint ou Hooke's joint) é uma junção de acoplamento de um eixo que transfere o movimento em outra direcção sem modificar o sentido de giro. Basicamente é um par de dobradiças articuladas, entre si, mas que através de um eixo comum (num ângulo de 90º entre si) a ambas ortogonalmente posicionado modifica a direção desse movimento.
Em síntese, uma junta universal é a junção de acoplamento de um determinado eixo que é capaz de transferir o movimento em outra direção sem modificar o sentido de giro ao longo do seu eixo, em qualquer direção. Normalmente em seu conceito mais básico, é um par de dobradiças que são articuladas, entre si, mas que em um eixo comum, em num ângulo de 90 graus entre si e ambas ortogonalmente posicionadas são capazes de modificar a direção do movimento conforme. Em outras palavras, a junta universal permitiria o acionamento de um barco através de uma caixa de velocidades até a condução de uma hélice orientada a 22 graus da posição horizontal. Este arranjo permite que o eixo horizontal primário possa conduzir o eixo inclinado, sem nenhuma fricção indevida ou perda de velocidade ou potencial da unidade de saída do equipamento.

## História
O conceito da junta universal é baseado no design do gimbal, que é usado desde a antiguidade. Na Grécia antiga o conceito era aplicado à construção de balistas. A primeira pessoa a sugerir o seu uso para transmitir potência motora foi Girolamo Cardano, um matemático italiano, em 1545, apesar de não se saber se ele realmente construiu um modelo funcional. Mais tarde Christopher Polhem reinventou o conceito e chamou-lhe "Nó de Polhem". Na Europa, o engenho era apelidado de junta de Cardan ou veio de Cardan. Robert Hooke construiu um modelo funcional da junta universal em 1676, nascendo o nome alternativo junta de Hooke (Hooke's joint, em inglês). Foi o fabricante de carros americano Henry Ford quem lhe apelidou de junta universal.

## Aplicações e Limitações
São muitas as aplicações mecânicas que requerem uma saída da unidade inclinada a partir de uma fonte de acionamento horizontalmente orientada. Isso representa um problema quando os veios de transmissão rígidos são utilizados, um problema mais comumente resolvido quando se utiliza uma junta universal. Também conhecida como acopladores universais, junta de Cardan, ou junta em “U”, estas juntas sólidas ou ocas, permitem que um eixo de acionamento de duas peças sejam capazes de "dobrar" em qualquer direção e uma ampla gama de valores de deflexão sem perder o potencial da unidade original.
Uma junta universal é na verdade relativamente simples, no que tange a sua concepção. Cada junta é constituída por duas bobinas em forma de U, uma para cada uma das extremidades das duas metades do eixo. Para juntar as duas metades do eixo, os dois garfos são reunidos, orientado a 90 graus uns aos outros e ligados por um cubo transversalmente instalado. O cubo transversal tipicamente possui a forma de um disco ou esfera com dois veios redondos que passam através dele em ângulos retos, formando uma forma de cruz. Os planos "abas" de cada parte em “U” possui furos através deles, no qual os eixos do cubo são colocados. Isto permite que os veios primários e secundários sejam capazes de girar em torno do cubo transversal e girar sem problemas, mesmo se orientados em ângulos diferentes.
Para que haja um funcionamento adequado destes dispositivos sem danificar outros elementos, a qualidade da peça não deve ser discutível, pois como se trata de elementos com extrema precisão e são utilizados para conectar duas pontas de eixos em uma enormidade de aplicações, não há razão para que haja folgas nestas conexões, prejudicando o funcionamento do projeto. O ângulo máximo de articulação é 45° para cada junta de alta precisão o que é capaz de gerar efeitos favoráveis na suavidade do giro, concentricidade e aumento da vida útil.
Estas juntas apresentam um excelente desempenho em adição à versatilidade na orientação de uma determinada unidade em que possam ser instaladas e utilizadas corretamente. A junta universal não tem qualquer efeito adverso sobre a velocidade do disco, não gera qualquer atrito significativo, e é robusta e capaz de transferir cargas de torques muito grandes. A junta universal é amplamente utilizada em aplicações industriais, marítimas e aplicações automotivas, e podem mesmo ser encontradas em conjuntos de ferramentas como um soquete. Utilizada com o punho da catraca de um soquete, estas peças permitem que as ferramentas possam ser utilizadas em espaços apertados onde as entradas de torque necessitam serem desviadas.

## Componentes dos eixos cardans ou juntas universais
O eixo cardan compõe-se basicamente de duas juntas universais unidas por meio de dois eixos telescópicos maciços e/ou tubulares (Figura 1). A transmissão se dá através da chamada “junta universal" ou junta cardânica, composta por dois terminais (também chamados garfos ou luvas) acoplados a cada uma das árvores (do trator e do implemento) unidas por uma cruzeta na qual o movimento articulado em dois planos perpendiculares acontece.

## juntas universais
As juntas universais  podem ser “simples" ou “duplas". A "dupla" se enquadra no conjunto das juntas consideradas homocinéticas. A junta simples é formada por dois terminais/garfos e uma cruzeta, sendo indicada para quando o eixo da TDP e o eixo da CEP estão angularmente alinhados na mesma altura. A junta homocinética é formada por um componente central e duas cruzetas, sendo indicada quando os dois eixos estão em ângulos diferentes e não na mesma altura, assegurando igualdade entre as rotações instantâneas de saída e de entrada. Este tipo de junta pode atingir por breve período um ângulo de trabalho de 80º facilitando manobras de cabeceiras.
Quando temos apenas uma junta universal com ângulo de operação diferente de zero, a velocidade instantânea de saída, na maior parte das vezes, é diferente da velocidade de entrada. Com duas juntas é possível obter velocidade de saída igual à velocidade de entrada desde que os ângulos nas duas juntas sejam iguais. Já com juntas homocinéticas é garantida a uniformidade da velocidade de saída praticamente em qualquer condição de ângulo.

## Cruzetas
A cruzeta desempenha papel fundamental na transmissão de força pelo eixo cardan, pois através das castanhas e roletes que a compõem é que a transmissão acontece. A cruzeta é formada por dois eixos em cruz, cujas extremidades são chamadas de munhões. Em cada um dos quatro munhões da cruzeta articula-se uma castanha (espécie de capa), cujo espaço é ocupado por roletes, através dos quais são transmitidas forças responsáveis pelo movimento (Figura 3). O movimento alternativo na cruzeta penaliza as superfícies atritantes dos munhões e castanhas, levando a desgastes e até a “falha" prematura do componente quando as condições de operação são adversas

## Eixos telescópicos
O eixo telescópico poderá ter formato redondo, triangular, quadrado, oval, estrela, estriado ou outro formato, visando reduzir pressões de contato e reduzir vibrações.
Para o bom funcionamento da transmissão, os olhais dos garfos da árvore intermediária (tubo telescópico) devem estar contidos num mesmo plano, isto é, em fase. Nos perfis quadrados, por exemplo, é possível uma defasagem de 90° entre os olhais dos garfos; nos estriados podem ocorrer várias angularidades, dependendo do número de estrias defasadas; nos retangulares e oblongos, a montagem só pode ser realizada em duas posições, uma deslocada de 180° em relação à outra, o que equivale a 0°, em condição ideal; os triangulares são construídos de maneira que em apenas uma posição é possível a montagem. Para garantir que, nos perfis quadrados, os garfos estejam com os olhais alinhados, os componentes macho e fêmea podem conter ranhuras e saliências de guia. Por exemplo, em altas rotações (1.000rpm) o perfil estriado é mais indicado pois diminui as folgas entre tubos.
Os perfis tubulares circulares apresentam a relação capacidade de transmissão/massa mais favorável entre todos os demais e são, por isto, preferíveis em acionamentos de alta velocidade como em veículos automotores. Neste caso, é usual que uma de suas extremidades apresente um prolongamento em forma de espiga estriada, curta, a qual se encaixa numa luva que permite o movimento telescópico
Em acionamentos agrícolas, com baixas velocidades de operação, além dos perfis circulares, outros como quadrados, retangulares, ovais, triangulares funcionam satisfatoriamente, sendo bastante utilizados.
Os tubos são dimensionados para um torque máximo de segurança, sendo muitas vezes tratados superficialmente, para minimizar a pressão telescópica. Um dos tratamentos, denominado "Rilsan", reduz o coeficiente de atrito de 50% em comparação com o contacto normal, entre duas superfícies de metal. Se as condições de trabalho forem altamente abrasivas, o tubo pode ser tratado termicamente para aumentar a sua dureza.

## Configuração dos eixos cardãs
A norma ISO 5673-2:2005 apresenta três arranjos possíveis (Figura 4) envolvendo juntas universais simples e homocinéticas e que operam em conjunto em transmissões agrícolas, sempre com o objetivo de uniformizar o movimento de rotação na entrada e na saída de potência. Uma vez que a irregularidade do movimento rotatório gera ruído e vibração, que podem reduzir a vida útil dos seus componentes, é importante observar a melhor configuração.
A configuração A é composta por duas juntas cardans simples; em ângulos pequenos e iguais, esta transmissão compensa as variações de ângulo e comprimento do tubo telescópico, garantindo uma transmissão uniforme do movimento de rotação.
Já a configuração B conta com uma junta simples e uma homocinética; nesta forma é possível obter movimento de rotação praticamente uniforme desde que a junta simples opere em linha reta ou com ângulo abaixo de 10o.
A configuração C é composta por duas juntas homocinéticas; é possível obter rotação final sempre uniforme, mesmo com diferentes valores de ângulos entre as juntas, podendo alcançar desalinhamento de 40º. Nesta situação o operador pode executar o trabalho em condições normais, mesmo nas manobras de curvas, sem requerer maior atenção ou esforço.
Embora na prática cada fabricante tenha a sua classificação estabelecida em “séries", onde cada série tem sua capacidade de torque, elas deveriam ter uma correspondência com as categorias estabelecidas pela norma americana Asabe/Ansi S331.5 (2010). Esta norma estabelece oito categorias de capacidade de torque estático para eixos cardans, cada um com dois subconjuntos de membros de conexão (eixo propriamente dito), um para serviço pesado, outro para serviço normal. Na Tabela 1 são apresentadas as categorias da norma americana em função dos requisitos de torque estático.
Com isto é de se esperar que os componentes do eixo cardan sejam intercambiáveis dentro de uma mesma série ou de séries equivalentes quando se tratar de fabricantes diferentes.
Tabela 1 - Requisitos de torque estático
| Categoria | Conjunto de garfo, cruzetas e munhões | Membros de conexão | Membros de conexão |
| Categoria | Conjunto de garfo, cruzetas e munhões | Serviço normal     | Serviço pesado     |
|           | _______________ N.m ______________    |                    |                    |
|           |                                       |                    |                    |
| 1         | 1.130                                 | 565                | 791                |
| 2         | 1.808                                 | 1.130              | 1.582              |
| 3         | 2.486                                 | 1.582              | 2.147              |
| 4         | 3.955                                 | 1.921              | 2.938              |
| 5         | 5.649                                 | 2.938              | 4.180              |
| 6         | 7.344                                 | 3.728              | 5.423              |
| 7         | 9.604                                 | 4.858              | 7.005              |
| 8         | 12.428                                | 6.779              | 9.039              |

## Manutenção dos Componentes
A lubrificação dos componentes do cardan é fundamental para sua durabilidade. O ponto principal é a lubrificação das partes móveis do cardan – cruzetas e partes macho e fêmea – que deve ser feita de acordo com a recomendação do fabricante e com a graxa adequada de sabão de lítio (EP 2 - Extrema Pressão com grau de consistência 2), resistente à alta temperatura e à água. Produtos à base de silicone, graxas grafitadas e para chassis não são indicados, pois dão apenas proteção superficial. Além de reduzir o atrito, o lubrificante protege os componentes contra ferrugem ou corrosão.
Eixo cardan sem lubrificação, ou lubrificado com produto inadequado, apresenta desgaste prematuro dos componentes móveis. Em decorrência dela, temperaturas da ordem de 200ºC podem ser atingidas, situação em que algum lubrificante porventura ainda disponível, torna-se fluido o bastante, escapando dos locais onde deveria atuar, abreviando ainda mais a vida útil do componente. Pode ocorrer também carbonização da graxa nos condutos do lubrificante, bloqueando a sua passagem.
O lubrificante aplicado por meio de bomba manual, através de pino graxeiro, é armazenado nos canais de lubrificação das cruzetas e conduzido às castanhas pela ação da força centrífuga, sendo essencial, por isso, que os mesmos não estejam obstruídos. Na árvore intermediária o lubrificante é aplicado entre as partes macho e fêmea, por meio de pincel.
A lubrificação adequada ao bom funcionamento da transmissão varia com o uso. Quando o componente é utilizado em serviços leves, em pequenos ângulos de operação, a lubrificação permanente ou por um período longo pode ser adequada. Quando as transmissões são utilizadas com grandes ângulos de operação, altas velocidades, cargas excessivas e presença de intensa poeira e umidade podem exigir lubrificação diária.

## Velocidade angular
A junta universal permite que um veio possa ser não rectilíneo, mas para tal há separação do veio em dois veios mais curtos: o veio transmissor (drive shaft) e o veio transmitido (driven shaft). A separação e definição dos veios transmissor e transmitido é justificada pela sua aplicação: o veio transmissor num sistema de direcção automóvel, por exemplo, é o veio que se liga ao volante, que recebe as rotações e as transmite; num sistema de motor é o veio ao qual se liga o disco da embraiagem, que recebe a potência vinda do motor e a transmite. Quando os dois veios estão num ângulo (β) que não 180º (em linha recta), o veio transmitido não roda com velocidade angular constante em relação ao veio transmissor. De facto quanto mais esse ângulo β se aproxima dos 90º mais irregular fica o movimento (aos 90º a junta encalha e não há qualquer rotação).
No entanto, a velocidade média do veio transmitido é igual à do veio transmissor e assim a razão média entre a velocidade do transmitido para a do transmissor é 1:1 (um para um) após várias rotações. A velocidade angular ω2 do veio transmitido, em função da velocidade angular do veio transmissor ω1 e do ângulo do veio transmissor φ1 é dada por:
{\displaystyle \omega _{2}={\frac {\omega _{1}\cos \beta }{1-\sin ^{2}\beta \cos ^{2}\phi _{1}}}}
e a aceleração angular,
{\displaystyle \alpha _{2}={\frac {\omega _{1}^{2}\sin ^{2}\beta \cos \beta \sin 2\phi _{1}}{(1-\sin ^{2}\beta \sin ^{2}\phi _{1})^{2}}}}

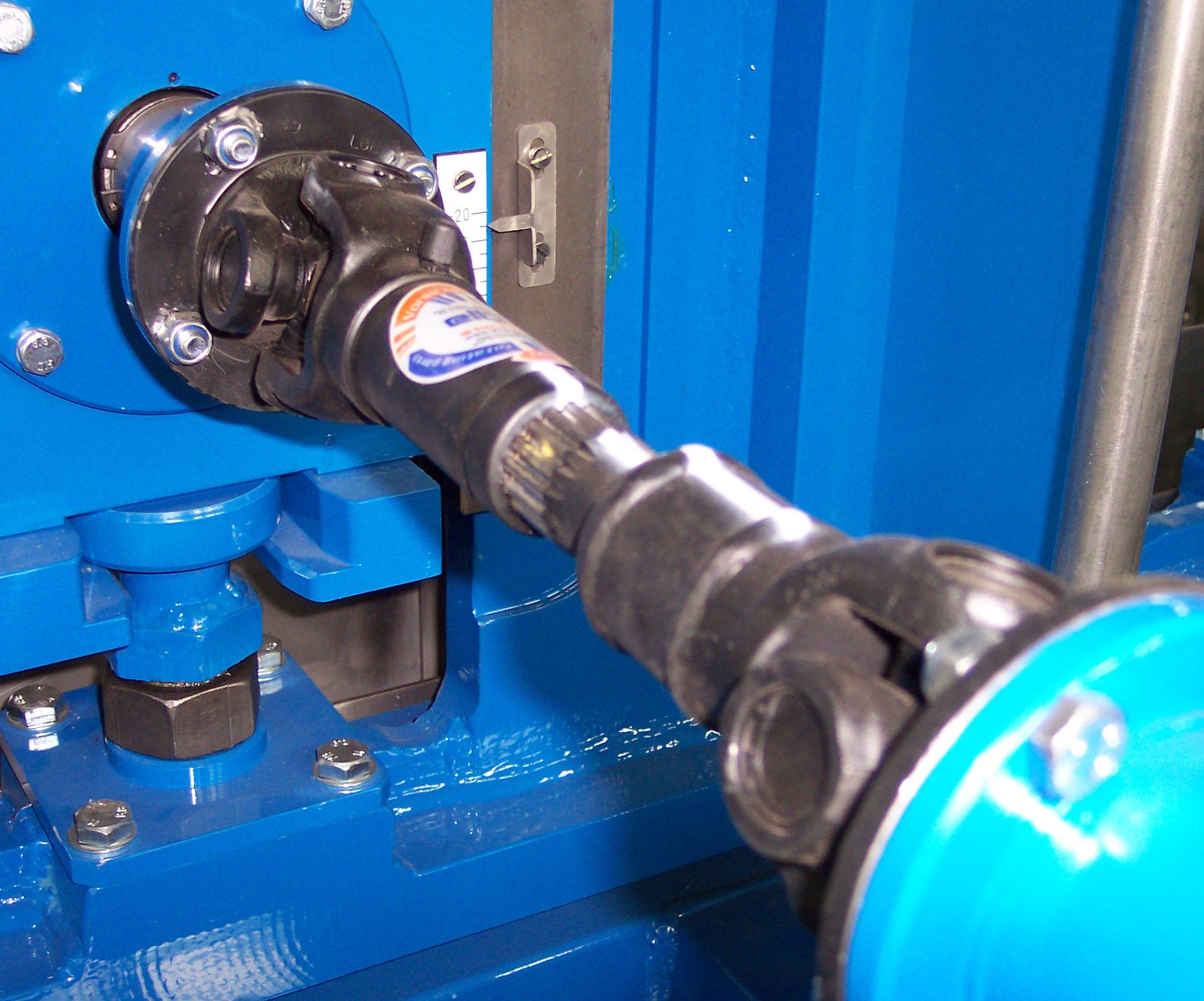
Juntas universais num veio de transmissão.

Para evitar uma rotação irregular do eixo do veio transmitido existem normalmente duas juntas universais num veio subdividido em 3 veios mais curtos. A segunda junta universal vai compensar o movimento irregular, regularizando-o para uma velocidade angular constante - mas para isso, ambos os veios transmitido e transmissor (o 1º e o 3º neste último caso) têm que estar em paralelo e ambas as juntas universais correctamente alinhadas uma com a outra. Normalmente β ⇐ 45°.